# Campo (Blenio)
Campo è una frazione di 79 abitanti del comune svizzero di Blenio, nel Canton Ticino (distretto di Blenio).

## Storia

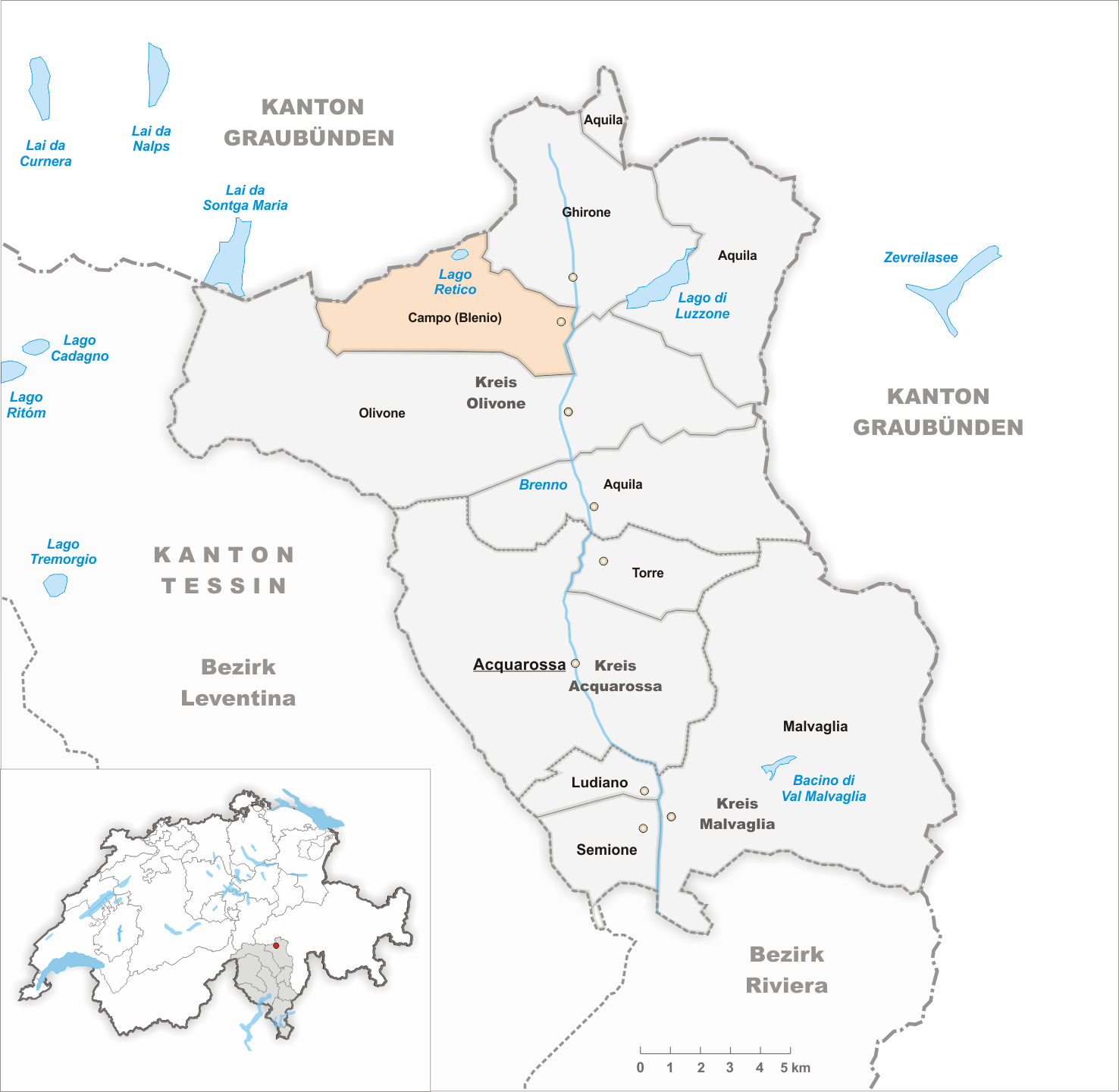
Il territorio del comune di Campo prima degli accorpamenti comunali del 2006

Fino al 21 ottobre 2006 è stato un comune autonomo che si estendeva per 21,9 km²; il 22 ottobre 2006 è stato accorpato agli altri comuni soppressi di Aquila, Ghirone, Olivone e Torre per formare il nuovo comune di Blenio.

## Monumenti e luoghi d'interesse
- Chiesa dei Santi Maurizio ed Agata, attestata nel 1225[1][2][3];
- Oratorio di San Pietro in località Orsera, edificato nel 1720[senza fonte].

## Società

### Evoluzione demografica
L'evoluzione demografica è riportata nella seguente tabella:
Abitanti censiti

## Economia
Stazione sciistica, dal 1964 è attrezzata con una sciovia.

## Amministrazione
Ogni famiglia originaria del luogo fa parte del cosiddetto comune patriziale e ha la responsabilità della manutenzione di ogni bene ricadente all'interno dei confini della frazione. Campo condivide un unico patriziato con Largario e Olivone.